# بانک مرکزی ازبکستان
بانک مرکزی ازبکستان (ازبکی: O'zbekiston Respublikasi Markaziy banki / Ўзбекистон Республикаси Марказий Банки) بانک مرکزی ازبکستان است، که در سال ۱۹۹۱ تأسیس شد.